# EMR receptor
EGF modul sadržavajući, mucinu sličan, hormonski receptori (EMR) su blisko srodna grupa G protein spregnutih receptora. Ti receptori imaju jedinstvene hibridne strukture u kojima su ekstracelularni domeni slični epidermalnom faktoru rasta spojeni sa GPCR domenom putem mucinu sličnog segmenta.
Postoje četiri varijante EMR receptora, koje se obležavanju sa 1-4. One su kodirane zasebnim genima. Ti receptori su predominatno izraženi u ćelijama ljudskog imunskog sistema i za njih se vezuju ligandi poput CD55.
| EGF modul sadržavajući, mucinu sličan, hormonski receptor 1 | EGF modul sadržavajući, mucinu sličan, hormonski receptor 1 |
| Identifikatori                                              | Identifikatori                                              |
| ----------------------------------------------------------- | ----------------------------------------------------------- |
| Simbol                                                      | EMR1                                                        |
| Alt. simboli                                                | TM7LN3                                                      |
| IUPHAR                                                      | EMR1                                                        |
| Entrez                                                      | 2015                                                        |
| HUGO                                                        | 3336                                                        |
| OMIM                                                        | 600493                                                      |
| RefSeq                                                      | NM_001974                                                   |
| UniProt                                                     | Q14246                                                      |
| Ostali podaci                                               |                                                             |
| Lokus                                                       | Hromozom 19 p13.3                                           |

| EGF modul sadržavajući, mucinu sličan, hormonski receptor 2 | EGF modul sadržavajući, mucinu sličan, hormonski receptor 2 |
| Identifikatori                                              | Identifikatori                                              |
| ----------------------------------------------------------- | ----------------------------------------------------------- |
| Simbol                                                      | EMR2                                                        |
| IUPHAR                                                      | EMR2                                                        |
| Entrez                                                      | 30817                                                       |
| HUGO                                                        | 3337                                                        |
| OMIM                                                        | 606100                                                      |
| RefSeq                                                      | NM_152916                                                   |
| UniProt                                                     | Q9UHX3                                                      |
| Ostali podaci                                               |                                                             |
| Lokus                                                       | Hromozom 19 p13.1                                           |

| EGF modul sadržavajući, mucinu sličan, hormonski receptor 3 | EGF modul sadržavajući, mucinu sličan, hormonski receptor 3 |
| Identifikatori                                              | Identifikatori                                              |
| ----------------------------------------------------------- | ----------------------------------------------------------- |
| Simbol                                                      | EMR3                                                        |
| IUPHAR                                                      | EMR3                                                        |
| Entrez                                                      | 84658                                                       |
| HUGO                                                        | 23647                                                       |
| OMIM                                                        | 606101                                                      |
| RefSeq                                                      | NM_032571                                                   |
| UniProt                                                     | Q9BY15                                                      |
| Ostali podaci                                               |                                                             |
| Lokus                                                       | Hromozom 19 p13.1                                           |

| EGF modul sadržavajući, mucinu sličan, hormonski receptor 4 pseudogen | EGF modul sadržavajući, mucinu sličan, hormonski receptor 4 pseudogen |
| Identifikatori                                                        | Identifikatori                                                        |
| --------------------------------------------------------------------- | --------------------------------------------------------------------- |
| Simbol                                                                | EMR4P                                                                 |
| Alt. simboli                                                          | GPR127                                                                |
| Entrez                                                                | 326342                                                                |
| HUGO                                                                  | 19240                                                                 |
| RefSeq                                                                | XM_940358                                                             |
| UniProt                                                               | Q86SQ3                                                                |
| Ostali podaci                                                         |                                                                       |
| Lokus                                                                 | Hromozom 19 p13.3                                                     |

## Spoljašnje veze
- EMR1+protein,+human на 
- EMR2+protein,+human на 
- EMR3+protein,+human на 
- EMR4+protein,+human на 